# Robert Bosch
 For alternative betydninger, se Robert Bosch GmbH.
Robert Bosch (23. september 1861 – 12. marts 1942) var en tysk industrimand og filantrop.
Han blev født i Albeck ved Ulm som ellevte barn af Servatius og Margarete Bosch, og stammede fra en velstående bondefamilie.
Bosch grundlagde selskabet Robert Bosch GmbH, som er en af verdens største producenter af elektriske værktøjer, husholdningselektronik, bildele m.v.
Hans nevø, Carl Bosch, var en tysk kemiker, der bl.a. modtog Nobelprisen i kemi i 1931 for sit arbejde med Haber-Bosch processen og kemiske højtryksprocesser.